# Caidom

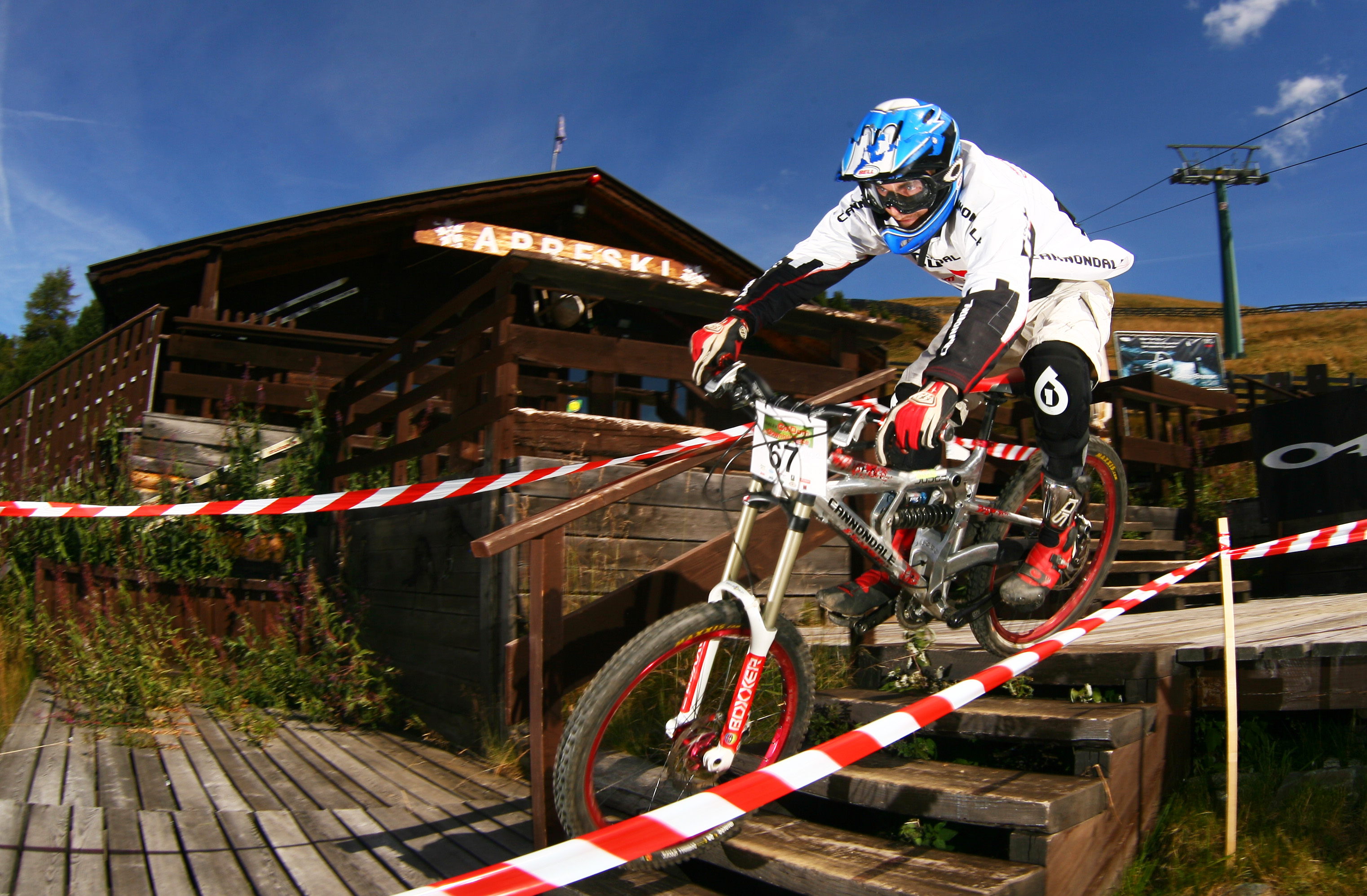
La scalinata Rossi

Il CAIDom è una gara di downhill, specialità della mountain bike, che si tiene a Bressanone, in Italia, ogni anno.

## Storia
Il primo CAIDom è stato organizzato nel 2004 dai due ciclisti altoatesini, Alex Angerer e Alexander Resch. Dal 2005 la gara viene organizzata dal Consorzio Voodo Freestyle. Il nome CAIDom è composto dalle iniziali del luogo di partenza (rifugio CAI sito in cima alla Plose) e dalla prima sillaba dell'arrivo (il Domplatz di Bressanone).
Dal 2008 il CAIDom vale come gara per le qualificazioni dell'Avalanche Cup.

### Peculiarità del CAIDom

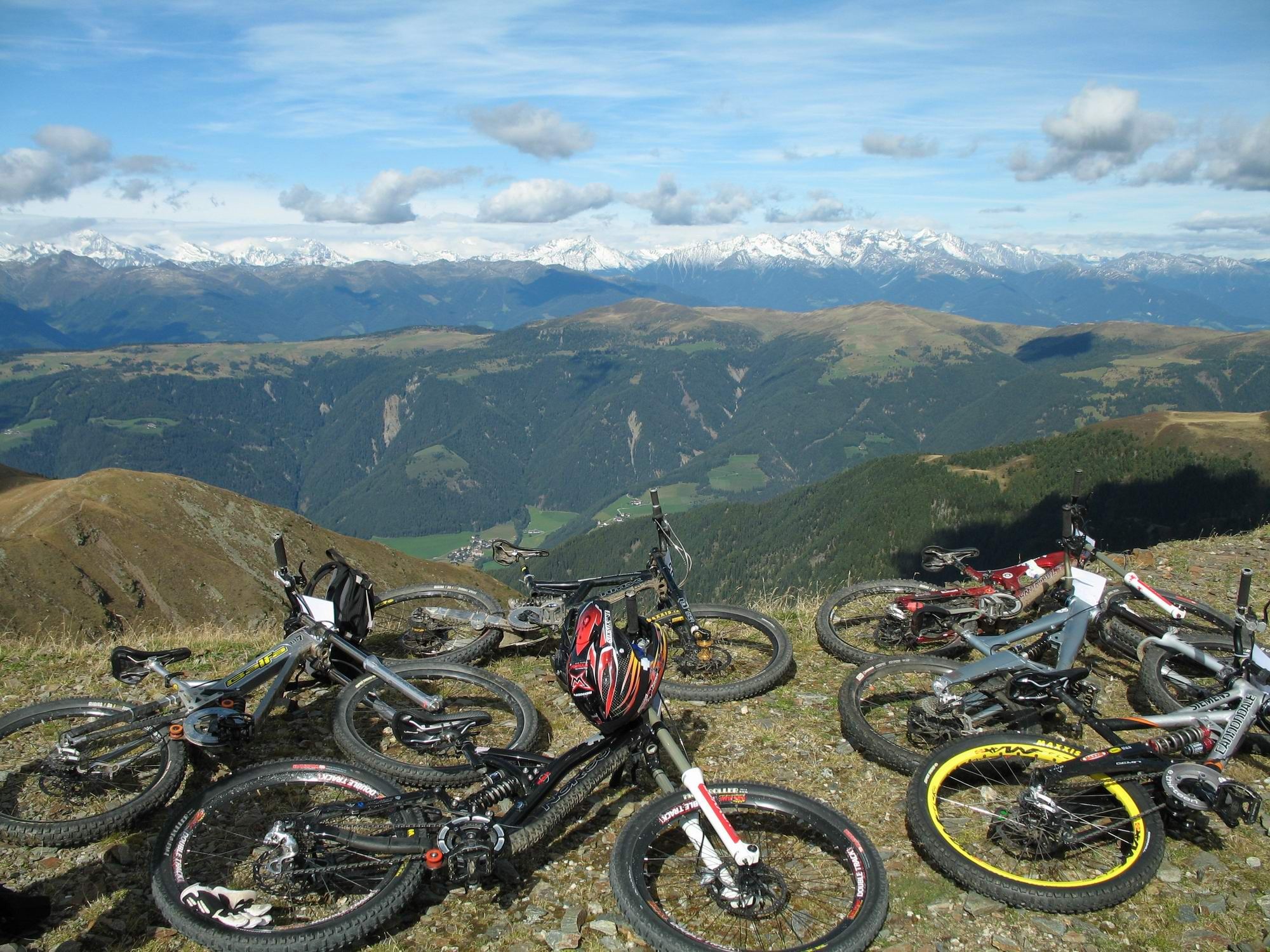
La partenza sulla cima del Monte Telegrafo

Mentre una normale gara di Mountainbike-Downhill è lunga mediamente dai 2,5 ai 3,5 chilometri, il percorso del CAIDom è lungo ben 13 chilometri. I gareggianti impiegano una media di 25 minuti per completare il tragitto. Per la straordinaria lunghezza della gara, molti parlano di una “maratona del Downhill”. Anche il percorso è fuori dalla norma: gran parte della gara è contesa al di fuori di strade battute e il tragitto ha una forte pendenza (2000 metri di altitudine per 13 chilometri di lunghezza), che sfrutta anche la pista da discesa Trametsch.

## Percorso e punti chiave

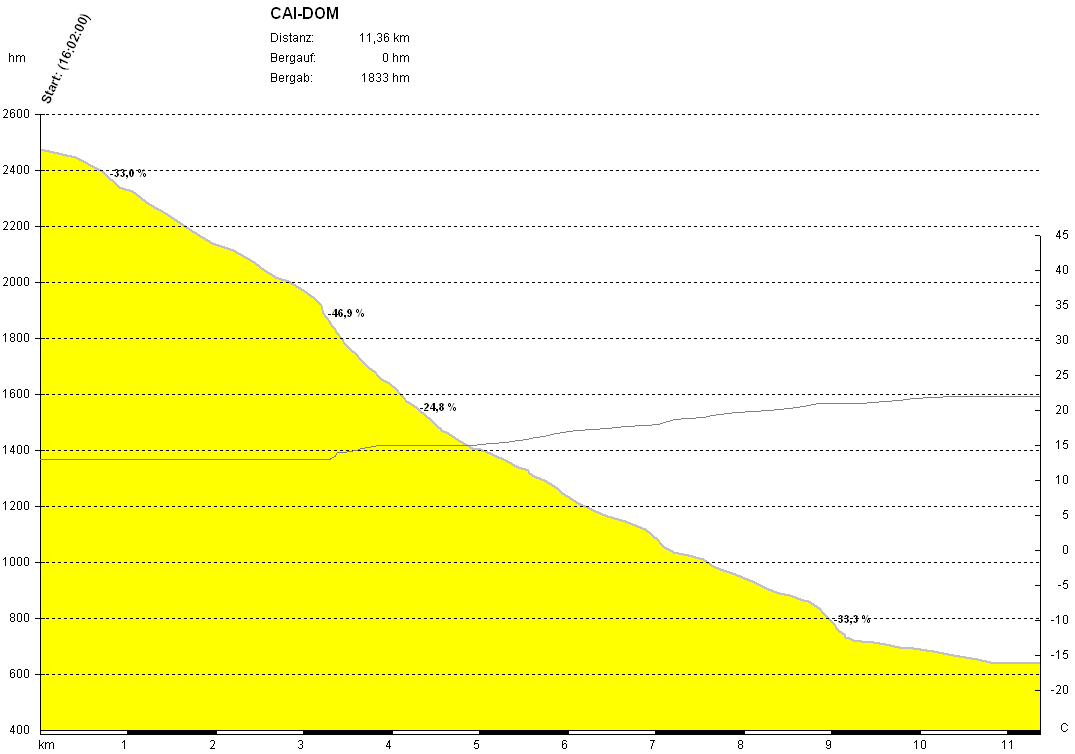
Profilo della gara

Il percorso parte dalla cima del Monte Telegrafo (2.486 m), il più alto punto del gruppo della Plose, fino alla piazza del duomo di Bressanone (560 m). Da cima a fondo i punti chiave del CAIDom sono: lo sprint dalla vetta del Monte Telegrafo al rifugio CAI. Il chilometro lanciato sulla pista del Giogobello. La scalinata Rossi, all'entrata nel bosco di Sant'Andrea che prende il nome dell'atleta Stefano Rossi. Lo stretto sentiero dell'après-ski che precede di poco la traccia dello skilift in disuso della Trametsch. Quest'ultima ha una pendenza superiore al 40% ed è molto stretta. La discesa per il bosco di Sant'Andrea, dove vengono raggiunte velocità fino ai 90 km all'ora.

## Albo d'oro
| Data         | 1. classificato        | tempo   | numero di pettorale | 2. classificato           | tempo   | numero di pettorale | 3. classificato            | tempo   | numero di pettorale |
| ------------ | ---------------------- | ------- | ------------------- | ------------------------- | ------- | ------------------- | -------------------------- | ------- | ------------------- |
| 3 set. 2005  | Thomas Steger (ITA)    | 0:21:58 | X                   | Markus Zintl (GER)        | X       | X                   | Alexander Költringer (AUT) | X       | X                   |
| 16 set. 2006 | Elias Somvi (ITA)      | 0:21:07 | 143                 | Eros Soffiati (ITA)       | 0:22:03 | 137                 | Alexander Loos (AUT)       | 0:22:25 | 115                 |
| 8 set. 2007  | Thomas Brunner (CH)    | 0:21:28 | 91                  | Rico Putzi (CH)           | 0:22:17 | 27                  | Thomas Graf (ITA)          | 0:22:22 | 38                  |
| 28 set. 2008 | Remy Absalon (FRA)     | 0:25:17 | 1                   | David Vazquez Lopez (ESP) | 0:26:00 | 201                 | Grégory Doucende (FRA)     | 0:26:36 | 101                 |
| 20 set. 2009 | Johannes Graf (AUT)    | 0:23:22 | 32                  | Benedikt Purner (AUT)     | 0:23:34 | 61                  | Rico Putzi (CH)            | 0:24:49 | 1                   |
| 26 set. 2010 | Marcus Klausmann (GER) | 0:27:57 | 1                   | Benedikt Purner (AUT)     | 0:27:59 | 13                  | Johannes Graf (AUT)        | 0:30:19 | 10                  |
| 18 set. 2011 | Halzer Miha (SLO)      | 0:26:08 | 171                 | Drnovsek Matej (SLO)      | 0:26:22 | 163                 | Schumann Max (GER)         | 0:26:33 | 38                  |